# Stazione di Higashi-Shizuoka
La stazione di Higashi-Shizuoka (東静岡駅 Higashi-Shizuoka-eki?) è una stazione situata nel quartiere di Aoi-ku della città di Shizuoka, nella prefettura omonima in Giappone. La stazione è servita dalla linea principale Tōkaidō della JR Central.

## Linee
JR Central
■ Linea principale Tōkaidō

## Caratteristiche
La stazione di Higashi-Shizuoka possiede un marciapiede a isola servente due binari in superficie, ed è dotata di tornelli automatici di accesso ai binari che supportano la tariffazione elettronica TOICA.
| 1 | ■ Linea principale Tōkaidō | per Numazu, Atami, Yokohama e Tokyo |
| 2 | ■ Linea principale Tōkaidō | per Shizuoka, Hamamatsu e Toyohashi |

## Stazioni adiacenti
| «                                     | Servizio                              | »                                     |
| Linea principale Tōkaidō (JR Central) | Linea principale Tōkaidō (JR Central) | Linea principale Tōkaidō (JR Central) |
| ------------------------------------- | ------------------------------------- | ------------------------------------- |
| Kusanagi                              | Locale                                | Shizuoka                              |
| L'Homeliner non ferma                 |                                       |                                       |